# تجمع المراصعة (المحفد)

تعديل مصدري - تعديل

تجمع المراصعة هو أحد التجمعات البدوية في عزلة المحفد بمديرية المحفد التابعة لمحافظة أبين، بلغ تعداد سكانها 27 نسمة حسب تعداد اليمن لعام 2004.